# Miquel Barceló García
Miquel Barceló García (Mataró, 30 de noviembre de 1948-23 de noviembre de 2021) fue un ingeniero, editor, traductor y escritor español, especializado en el género de la ciencia ficción.
Como editor, su carrera estuvo ligada a Ediciones B, donde dirigió la colección Nova, especializada en relatos y novelas de ciencia ficción. En muchas ocasiones, Barceló incluyó en los libros que editaba en esta colección un artículo introductorio.

## Biografía
Nacido en Mataró, España, en 1948. Fue doctor en informática, ingeniero aeronáutico y diplomado en energía nuclear. 
Vivió en San Cugat del Vallés. Dirigió y coordinó el programa de doctorado sobre sostenibilidad, tecnología y humanismo de la Universidad Politécnica de Cataluña. También fue conocido por su columna mensual para la revista especializada en TICs para empresas y Administraciones Públicas Byte TI o por sus aportaciones a varias publicaciones periódicas sobre astronomía e inteligencia artificial. 
Aparte del mundo literario, trabajó como profesor de la Universidad Politécnica de Cataluña, por lo que no es casualidad que esta institución otorgue anualmente el premio UPC, el más importante de la ciencia ficción española, premio que fue creado gracias a su impulso y que a partir de la edición 2022 llevará su nombre.

## Premios
- Premio Gabriel (1996) concedido por la Asociación Española de Fantasía y Ciencia Ficción por la labor de una vida.[3]
- Premio Juli Verne (1998) concedido por el Círculo de las Artes y de las Letras de Andorra.